# 石井日菜
石井 日菜（いしい ひな、1999年11月10日 - ）は、日本の元ミュージカル子役、女優、元アイドルである。東京都出身。アイドル時代はビーイングに所属していた。明治学院大学文学部芸術学科卒業

## 来歴
- 2013年にビーイングがおこなったオーディション及びスカウトで結成されたアイドルグループおよびボーカル&ダンスグループ「La PomPon」のメンバーHINAとして2015年1月28日にシングル「BUMP!!」でメジャーデビュー。
- 2018年に解散後は、舞台女優として活動を開始。

## 人物
- 「La PomPon」時代のメンバーカラーは赤。
- 音楽・ダンスを始めたきっかけは母親がダンサーだったということ、そしてミュージカルに子役として出演していたから。

## 出演

### 舞台・ミュージカル
- ミュージカル「GOD CHILD」(2006年)
- ミュージカル｢赤毛のアン｣(2006年、東京国際フォーラムc)
- 五木ひろしコンサート（2007年、国立劇場）
- ミュージカル｢パルク｣（2007年、東京芸術劇場中ホール） - おみよ 役
- ミュージカル｢魔法使いサリー｣（2008年、銀座博品館劇場） - カブ 役
- 丸美屋食品ミュージカル｢アニー ｣（2009年、青山劇場、梅田芸術劇場シアター・ドラマシティー） - テシー 役
- アニークリスマスコンサート （2008 - 2010年、青山劇場）
- 劇団四季ミュージカル｢サウンド・オブ・ミュージック｣（2010 - 2011年、四季劇場［秋］） - 三女ブリギッタ役
- TMA-Extra ｢ポジ☆スパ ～Keep a Good Heart～｣（2011年、CBGKシブゲキ!!　）
- ハロー・ミュージカル｢王様と私｣（2012年、ゆうぽうとホールほか全国18都市公演） - ルイス 役
- ｢騙されざる者｣(2019年、下北沢小劇場) - 小堺玲奈 役
- ミュージカル座 ｢スワンダブル｣(2020年、 六行会ホール 公演中止) - 白石まり子/ブルックリン 役
- MUSICAL SONG lunch & dinner show(2020年 ホテルニューグランド) - コーラス参加
- Big up ミュージカル「アンコール」(2021年、萬劇場) - 奏 役
- Big up ミュージカル「アンコール」~プレミアムアフターライブ~ (2021年、表参道GROUND)
- 「TOSHIKI KADOMATSU 40th Anniversary Live」第二部 「東京少年少⼥異聞」 (2021年、横浜アリーナ) - メインアクター
- 「TOSHIKI KADOMATSU Performance 2021」(2021年、中野サンプラザ) - ダンサー
- Big upミュージカル「VOICE」 (2022年、川崎市アートセンター アルテリオ小劇場 公演中止) - ライト 役
- メイホリック ｢マジでトキメけ⭐︎少女たち!!～全国高校生エネルギッシュ選手権大会～｣(2022年、CBGK シブゲキ!!) - 悪巻このり 役
- ｢マジでトキメけ⭐︎少女たち!!～全国高校生エネルギッシュ選手権大会～ アフターイベント｣(2022年、SHIBUYA TAKE OFF 7)
- ・「TOSHIKI KADOMATSU(角松敏生) Performance 2022 “THE DANCE OF LIFE”」(2022年、中野サンプラザ) - ダンサー
- 角松敏生 MILAD 1「THE DANCE OF LIFE 〜The beginning〜」(2022年、KAAT 神奈川芸術劇場大ホール) - 城山妃奈 役
- 「TOSHIKI KADOMATSU(角松敏生) Performance Close out 2022 & Ring in The New Season」(2022年、中野サンプラザ) - ダンサー
- 舞台「オオカミの誘惑」 (2023年、品川・六行会ホール) - ミチ 役
- ミュージカル「モンブラン~黄昏のROUTE69~」 (2023年、CBGK シブゲキ!!) - ココア 役
- ミュージカル座 ミュージカル｢サイト｣ (2024年、品川・六行会ホール) - 藤堂さん 役
- 「  Dancing!!! Extra Edition ” Present for you!!! “ 」(2025年、 渋谷区大和田総合文化センターさくらホール ) - 出演予定